# Moritz Broschinski
Moritz Broschinski (* 23. September 2000 in Finsterwalde) ist ein deutscher Fußballspieler. Er steht aktuell beim FC Basel unter Vertrag.

## Karriere
Moritz Broschinski begann 2005 beim SV Hertha Finsterwalde mit dem Fußballspielen. 2011 wechselte er in die Jugend des FSV Glückauf Brieske-Senftenberg und von dort aus nach zwei Jahren zu Energie Cottbus, wo er alle Jugendmannschaften durchlief. In der Briesker Knappenschmiede spielte er zwei Jahre, ging aber 2012 bereits Richtung Sportschule Cottbus.
Ab der Rückrunde der Regionalligasaison 2017/18 kam Broschinski gelegentlich für die Profimannschaft von Energie zum Einsatz. Sein Debüt gab er am 4. Februar 2018 beim 0:0 gegen die FSV Budissa Bautzen, als er in der 64. Spielminute eingewechselt wurde. Am 22. April 2018 schoss er beim 2:1-Sieg gegen den FSV Wacker Nordhausen sein erstes Tor. Insgesamt kam Broschinski viermal zum Einsatz. Am Ende der Saison stieg Energie Cottbus in die 3. Fußball-Liga auf. Am 31. August 2018 gab Moritz Broschinski bei der 0:2-Niederlage gegen den TSV 1860 München sein Profidebüt, als er in der 61. Spielminute für Fabian Graudenz eingewechselt wurde.
Nach dem Auslaufen seines Vertrages in Cottbus wechselte Moritz Broschinski nach der Saison 2019/20 zur zweiten Mannschaft der Borussia Dortmund.
Im Januar 2023 wechselte er zum Bundesligisten VfL Bochum. In seinem ersten Bundesligaspiel, am 19. Spieltag gegen die TSG Hoffenheim, erzielte er neun Minuten nach seiner Einwechselung sein erstes Bundesligator.
Mitte August 2025 wechselte Broschinski zum FC Basel und unterschrieb dort einen Vertrag bis Sommer 2029.

## Erfolge
- Aufstieg in die 3. Liga: 2018, 2021
- Meister der Regionalliga West: 2021
- Meister der Regionalliga Nordost: 2018
- Brandenburgischer Landespokalsieger: 2019